# Ciudad de la Justicia de Pontevedra
La Ciudad de la Justicia de Pontevedra es un complejo arquitectónico y judicial de la ciudad española de Pontevedra, formado por dos grandes edificios judiciales construidos en 1998 y 2019 en el barrio de A Parda. 
Alberga 28 órganos judiciales unipersonales del partido judicial de Pontevedra, la Fiscalía Provincial de Pontevedra, dependencias del Instituto de Medicina Legal de Galicia y del Ministerio de Justicia. Por su parte el Palacio de Justicia en el centro de la ciudad alberga la sede y la presidencia de la Audiencia Provincial de Pontevedra.

## Ubicación
El Complejo Judicial de Pontevedra está situado al oeste del barrio de A Parda y se accede a él por las calles Hortas y Francisco Tomás y Valiente. Se encuentra a 500 metros de la estación de ferrocarril y de la estación de autobuses.

## Historia
Con anterioridad a la construcción del primer edificio de Juzgados del complejo judicial en el barrio de A Parda, la mayoría de los juzgados se encontraban dispersos en diversos edificios de la ciudad de Pontevedra, muchos de ellos en régimen de alquiler, por lo que con el tiempo se hizo patente la necesidad de reunir todos los juzgados en un único complejo judicial. Algunos de los juzgados estaban ubicados en el Palacio de Justicia de Pontevedra, sede de la Audiencia Provincial de Pontevedra, inaugurado el 17 de septiembre de 1956 en la calle Rosalía de Castro. En 1948 el ayuntamiento había cedido el solar que ocupaba la antigua cárcel para construir el Palacio de Justicia y en 1954 la Diputación de Pontevedra aportó un millón de pesetas para su construcción.
Tras un retraso de varios años, el 18 de abril de 1995 se presentó el proyecto de un nuevo edificio para aglutinar los juzgados de la ciudad, diseñado por el arquitecto Fernando Martínez Sarandeses. El edificio de ocho plantas proyectado debía levantarse detrás del Palacio de Justicia, en el barrio de Campolongo, en el solar de la actual plaza de la Libertad. Sin embargo, en agosto de 1995, el alcalde de la ciudad, Juan Luis Pedrosa, llegó a un difícil acuerdo para construir el nuevo edificio judicial en el barrio de A Parda, en el solar de la antigua prisión provincial.
El proyecto mantuvo el diseño previsto para el barrio de Campolongo con algunas modificaciones puntuales para adaptarlo al nuevo emplazamiento del barrio de A Parda. Las obras comenzaron el 30 de mayo de 1996, tras la demolición de la antigua cárcel, y finalizaron en febrero de 1998. El nuevo edificio judicial fue inaugurado el 5 de marzo de 1998.
En 2010, este edificio judicial ya estaba congestionado por falta de espacio, lo que puso de manifiesto la necesidad de construir un nuevo edificio judicial anexo al inaugurado en 1998. Este segundo edificio de los Juzgados fue diseñado por los arquitectos Gustavo y Lucas Díaz y Naiara Montero y su construcción comenzó el 1 de agosto de 2016. El nuevo edificio fue inaugurado el 3 de septiembre de 2019. A partir de ese momento, Pontevedra cuenta con una Ciudad de la Justicia compuesta por estos dos edificios judiciales en el barrio de A Parda y el Palacio de Justicia en el centro de la ciudad.

## Descripción
La ciudad de la Justicia de Pontevedra abarca una población de 500 000 habitantes y alberga las sedes de todos los juzgados existentes en el partido judicial de Pontevedra: Instrucción, Primera Instancia, Penal, Social, Contencioso-Administrativo, Mercantil, Menores y Vigilancia Penitenciaria.
El edificio de 1998 (más al sureste con entrada principal por la calle Francisco Tomás y Valiente) alberga los 4 juzgados de lo penal, el juzgado de menores, el juzgado de vigilancia penitenciaria, la fiscalía y la sede del Instituto de Medicina Legal. El edificio de 2019 (con entrada por la calle Hortas) alberga los 2 juzgados de lo mercantil, los 4 juzgados de lo social, los 3 juzgados de lo contencioso-administrativo, los 3 juzgados de instrucción, los 5 juzgados de primera instancia y el registro civil. Por su parte, la sede de la Audiencia Provincial de Pontevedra, su presidencia y sus secciones 1ª, 2ª, 3ª y 4ª se encuentran en el Palacio de Justicia, en el centro de la ciudad, en la calle Rosalía de Castro, 5, a un kilómetro del Complejo Judicial en el barrio de A Parda.

## Arquitectura
Los dos edificios judiciales del complejo judicial de A Parda están unidos por una pasarela acristalada de 40 metros de longitud a la altura de la primera planta.
El edificio de los juzgados construido en 1998, tiene ocho plantas y es un buen exponente de la arquitectura institucional contemporánea de finales del siglo XX. Su diseño refleja una estética funcionalista moderna con el predominio de un gran orden en las fachadas. La fachada oblonga, que le otorga un carácter distintivo y permite una distribución radial de los espacios, está revestida de piedra y se distingue por la continuidad de las numerosas ventanas dispuestas simétricamente en líneas rectas que siguen las curvas del edificio en todas las fachadas. El diseño repetitivo de ventanas consecutivas de todas las plantas que cubren la mayor parte de las fachadas del edificio y dejan entrar mucha luz al interior, sugiere una distribución interior funcional y flexible. Esta disposición permite la optimización del espacio interior y la distribución uniforme de la luz natural. El edificio está rodeado de imponentes columnas en las dos primeras plantas de las fachadas sur, este y oeste, que actúan como pórtico de entrada. Estas columnas que soportan la parte superior del edificio en la entrada principal no solo tienen una función estructural, sino también simbólica y monumental, subrayando la importancia del edificio y su rol en la administración de justicia.
El nuevo edificio judicial construido en 2019 cuenta con dos sótanos y seis plantas y tiene capacidad para 28 juzgados. Tiene una superficie de 23.500 metros cuadrados. El edificio, con espacios diáfanos, tiene forma hexagonal irregular y está articulado en torno a un gran patio iluminado cenitalmente por lucernarios. La fachada está diseñada con aberturas en serie y planos biselados con láminas verticales que protegen las paredes acristaladas del sol. En las dos primeras plantas, la fachada está revestida de piedra. En el interior, en las plantas baja y primera, que comparten un gran vestíbulo, se encuentran el registro civil, 16 salas de vistas con luz natural, un gran salón de bodas y despachos para abogados, procuradores y asistentes sociales, y en las demás plantas, los juzgados.
El Palacio de Justicia de Pontevedra, situado en el centro de la ciudad en la calle Rosalía de Castro e inaugurado en 1956, obra de los arquitectos Robustiano Fernández Cochón y Germán Álvarez de Sotomayor y Castro, tiene planta rectangular, cuatro pisos y semisótano. Es un ejemplo de arquitectura institucional de mediados del siglo XX, caracterizada por su simetría, sobriedad y la incorporación de elementos ornamentales que resaltan la función pública y oficial del edificio. La fachada es de piedra. La planta baja está rodeada de almohadillado y en las plantas segunda y tercera, las fachadas oeste y este están enlucidas con mortero de cal alrededor de todas las ventanas y puertas balconeras de la fachada de entrada, enmarcadas por molduras de piedra. Sobre la puerta principal, se ubica un pequeño balcón con una barandilla de hierro forjado sobre el que se encuentra un frontón curvo decorativo debajo de una ventana central en el segundo nivel con otro frontón curvo con diseño ornamentado, que incluye molduras y un relieve con un motivo clásico circular. El estilo sobrio y austero del edificio refleja la estabilidad y autoridad de su función.

## Transporte
A la Ciudad de la Justicia de Pontevedra llega la línea 2 (azul) del servicio de autobuses urbanos de la ciudad, contando con una parada en la calle Hortas.
- L2 – Plaza de Galicia → Ciudad Administrativa → Avenida María Victoria Moreno → Avenida de la Estación → Glorieta de la Avenida de Eduardo Pondal → Calle Hortas → Avenida Virxinia Pereira Renda  → Calle San Mauro → Moldes → Ciudad Infantil Príncipe Felipe → Hospital Gran Montecelo → La Paloma → Os Campos → Centro Asociado de la UNED → Calle Portugal → Calle Alemania.

## Galería de imágenes

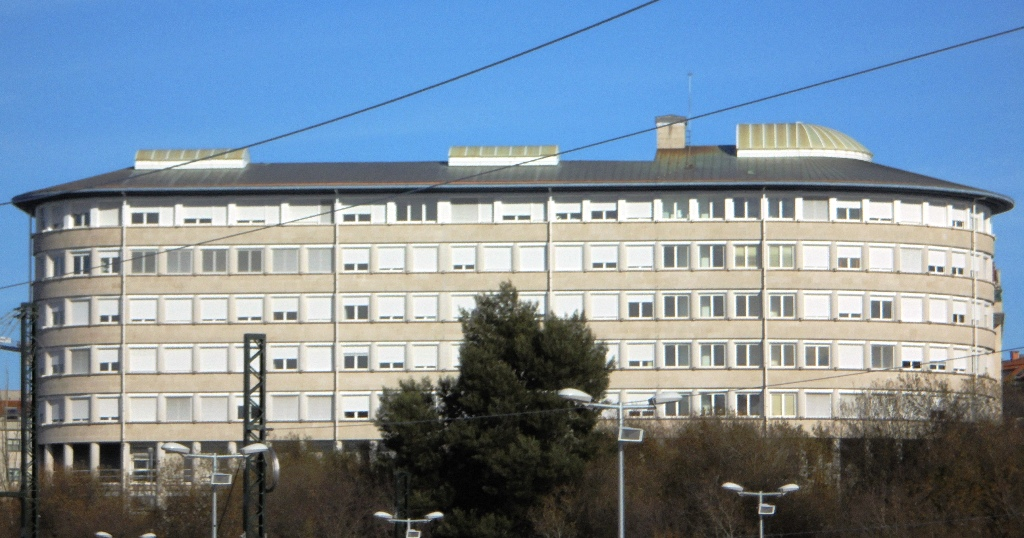
Edificio de los Juzgados de 1998
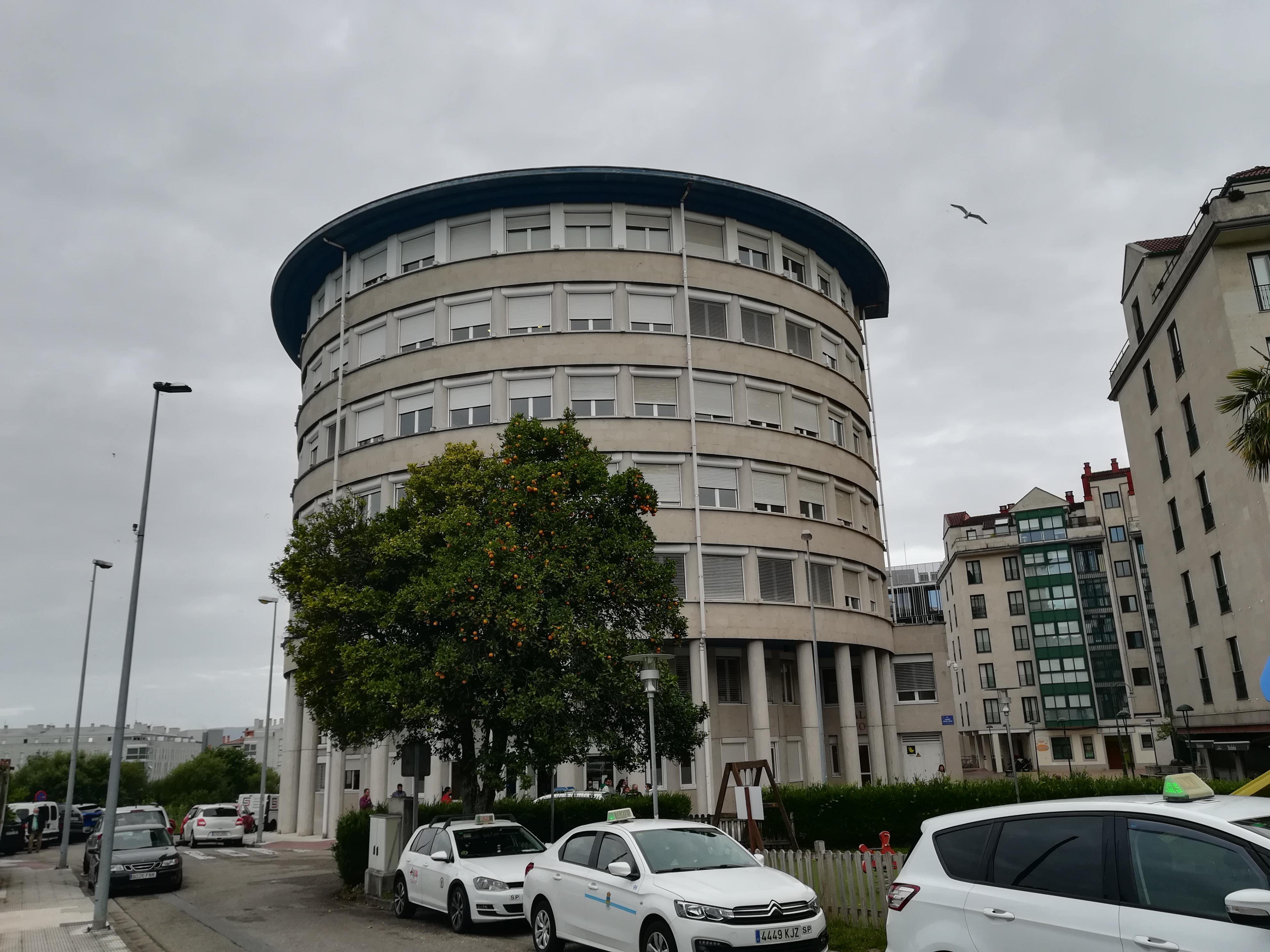
Entrada al edificio de 1998
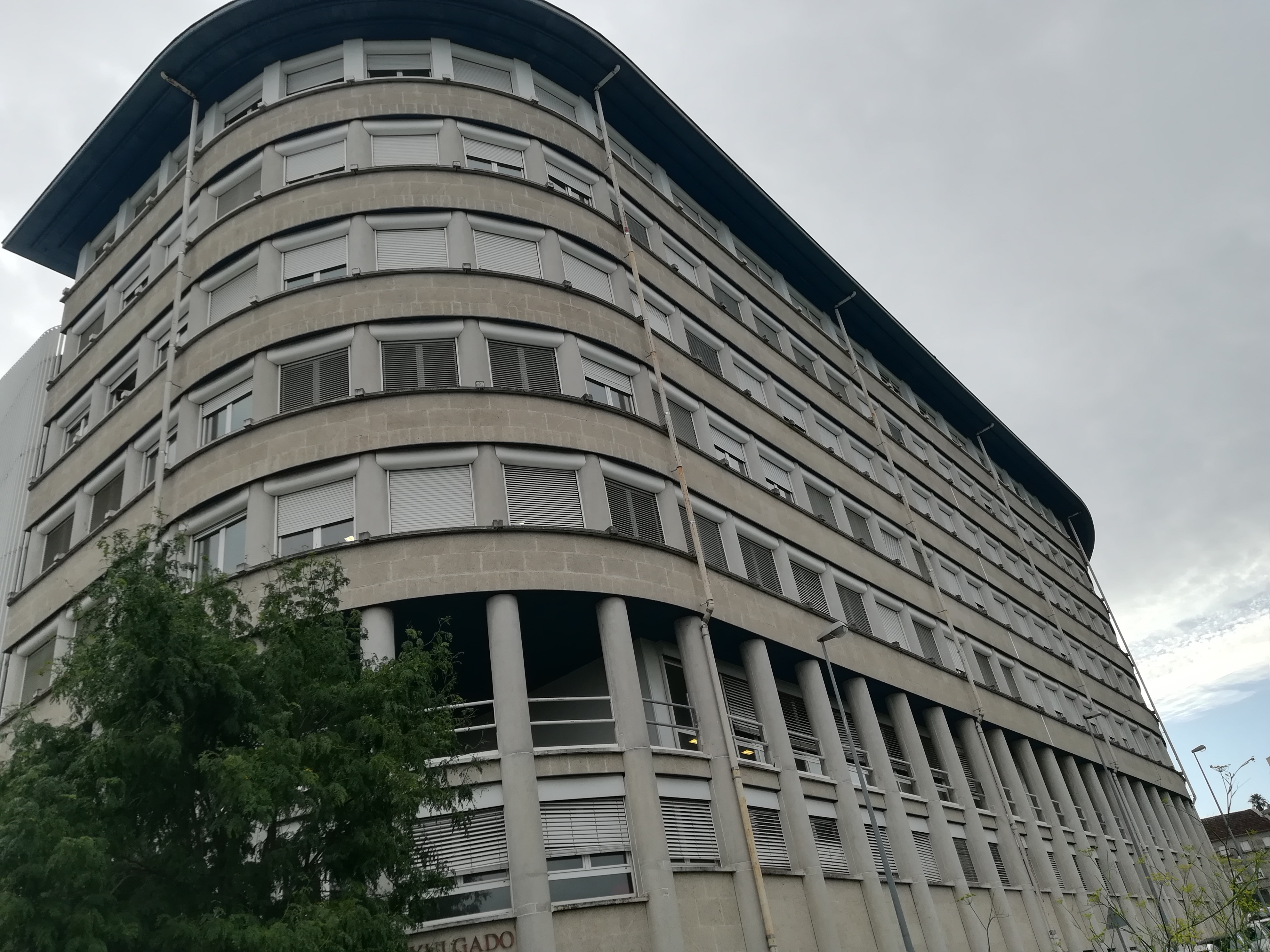
Fachada sur del edificio de 1998
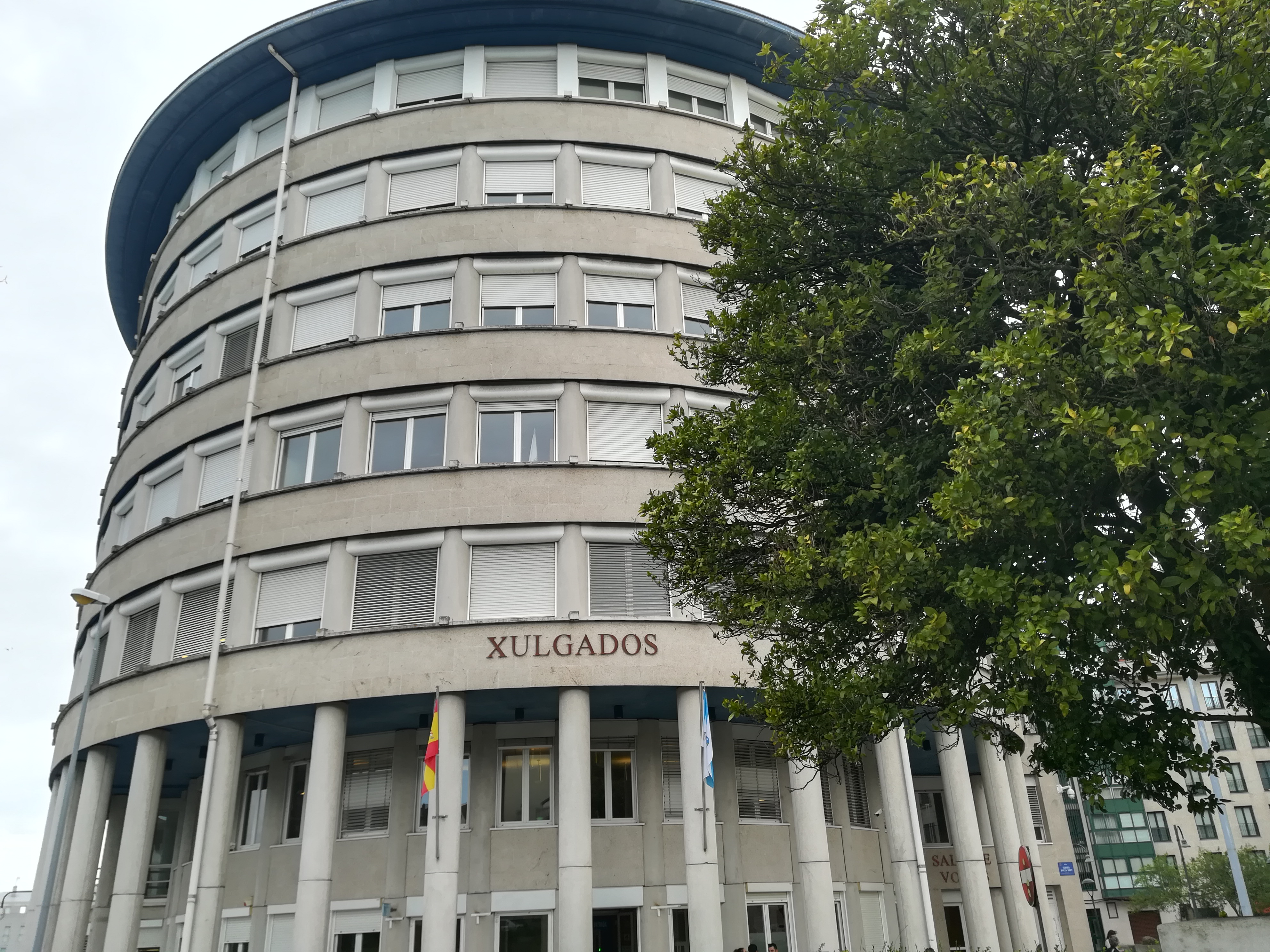
Detalle de la entrada del edificio de 1998
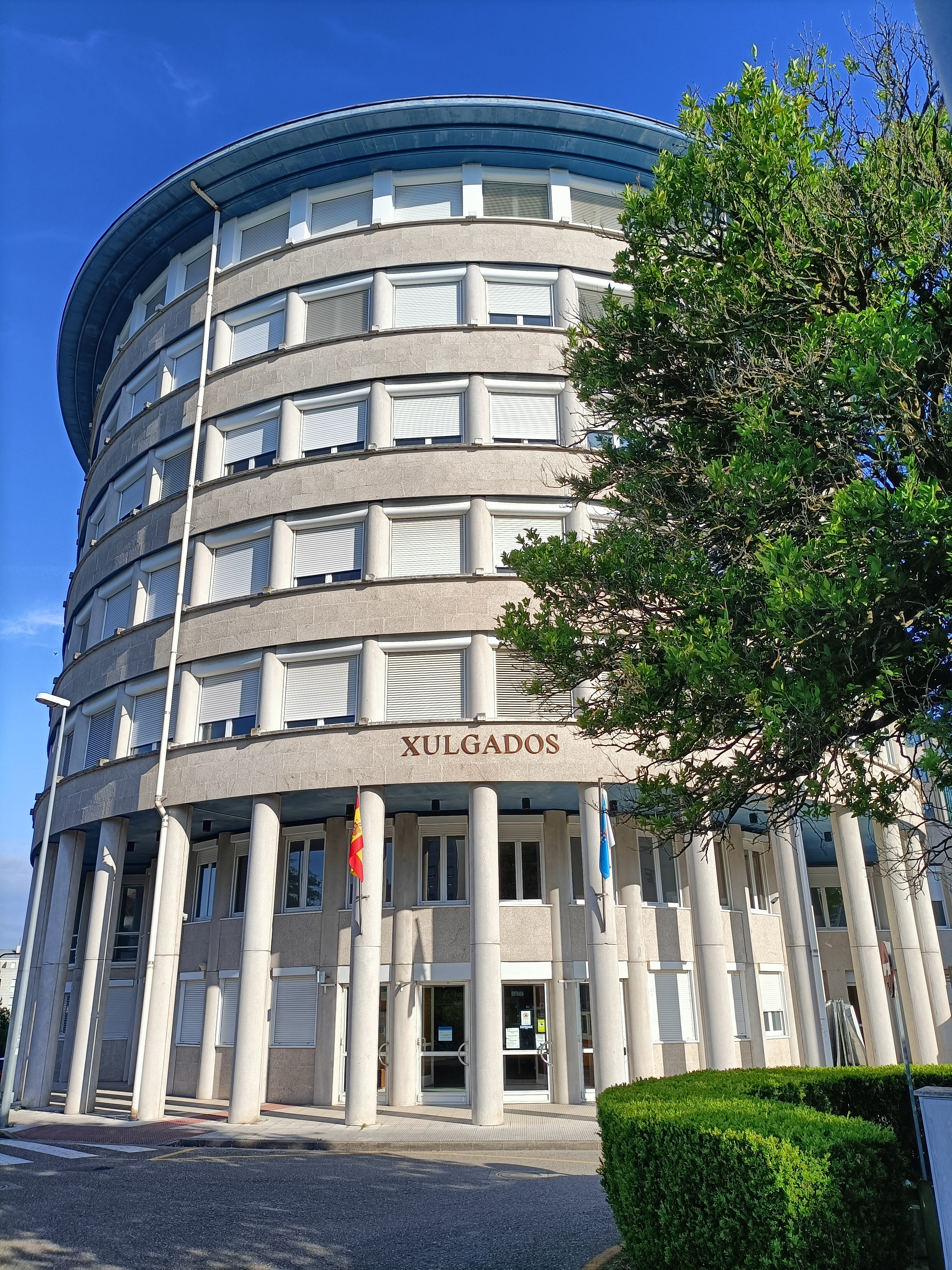
Edificio de 1998, entrada principal
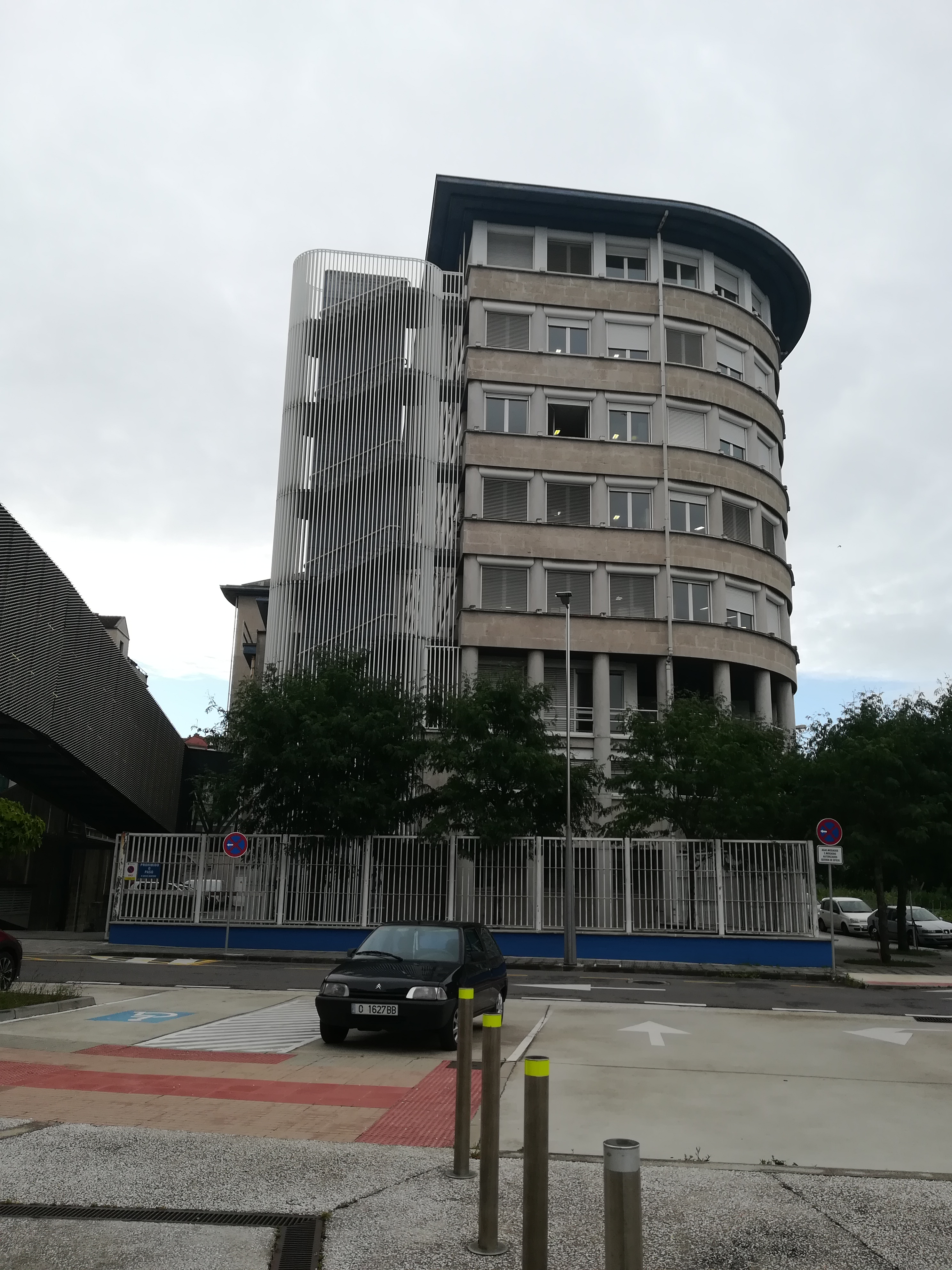
Edificio de 1998, fachada norte
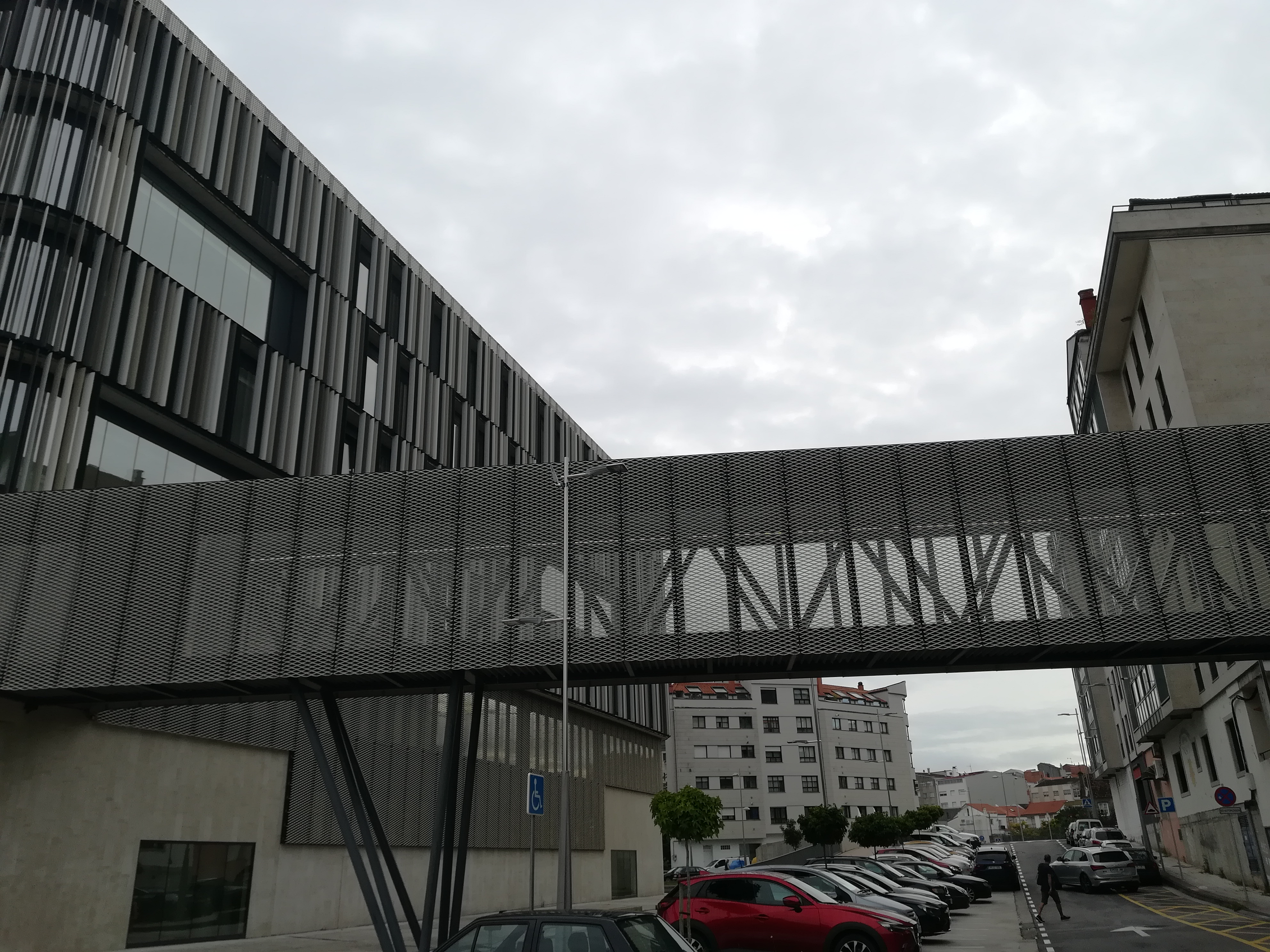
Pasarela acristalada que comunica los dos edificios de Juzgados
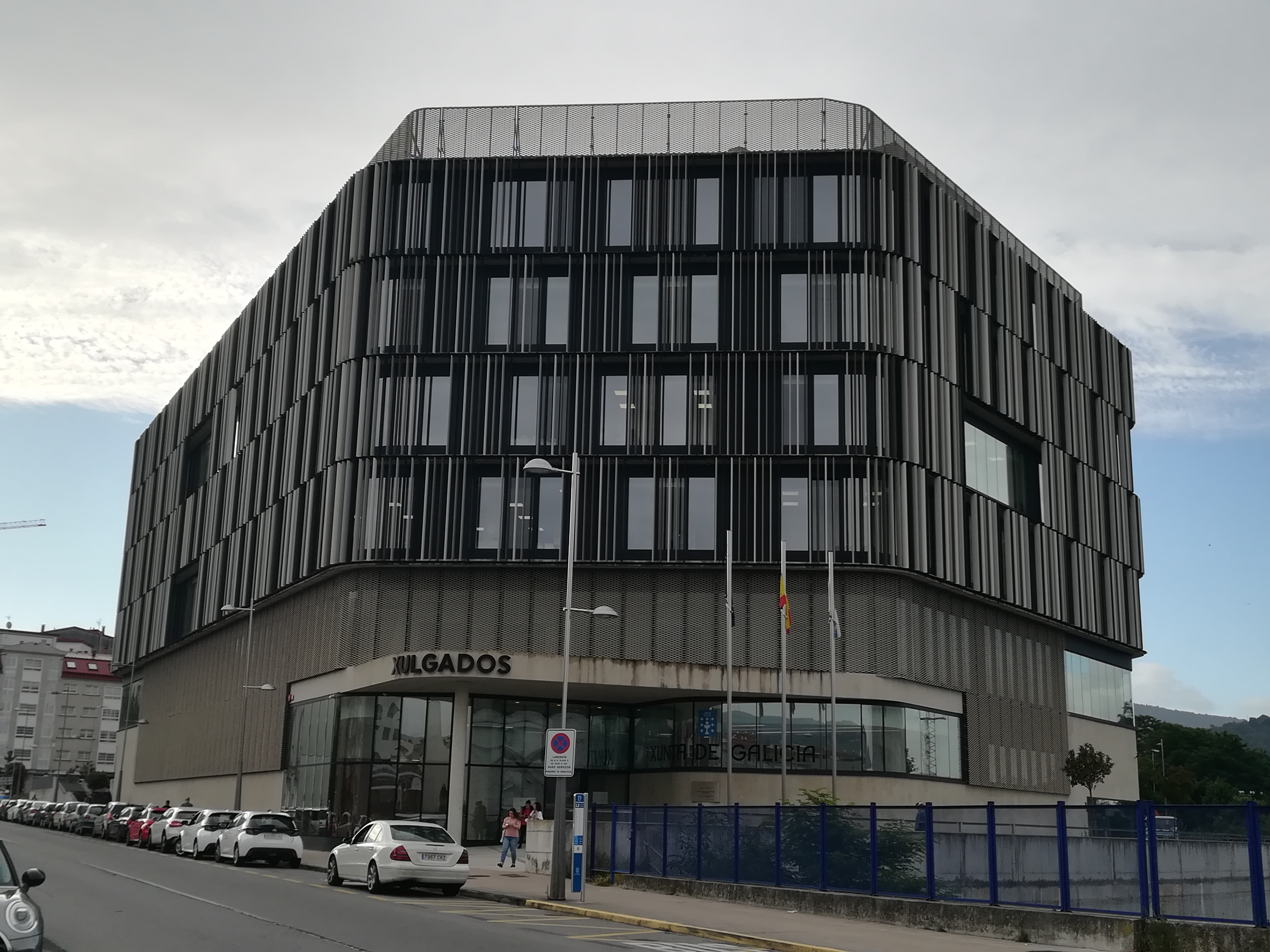
Edificio de los Juzgados de 2019
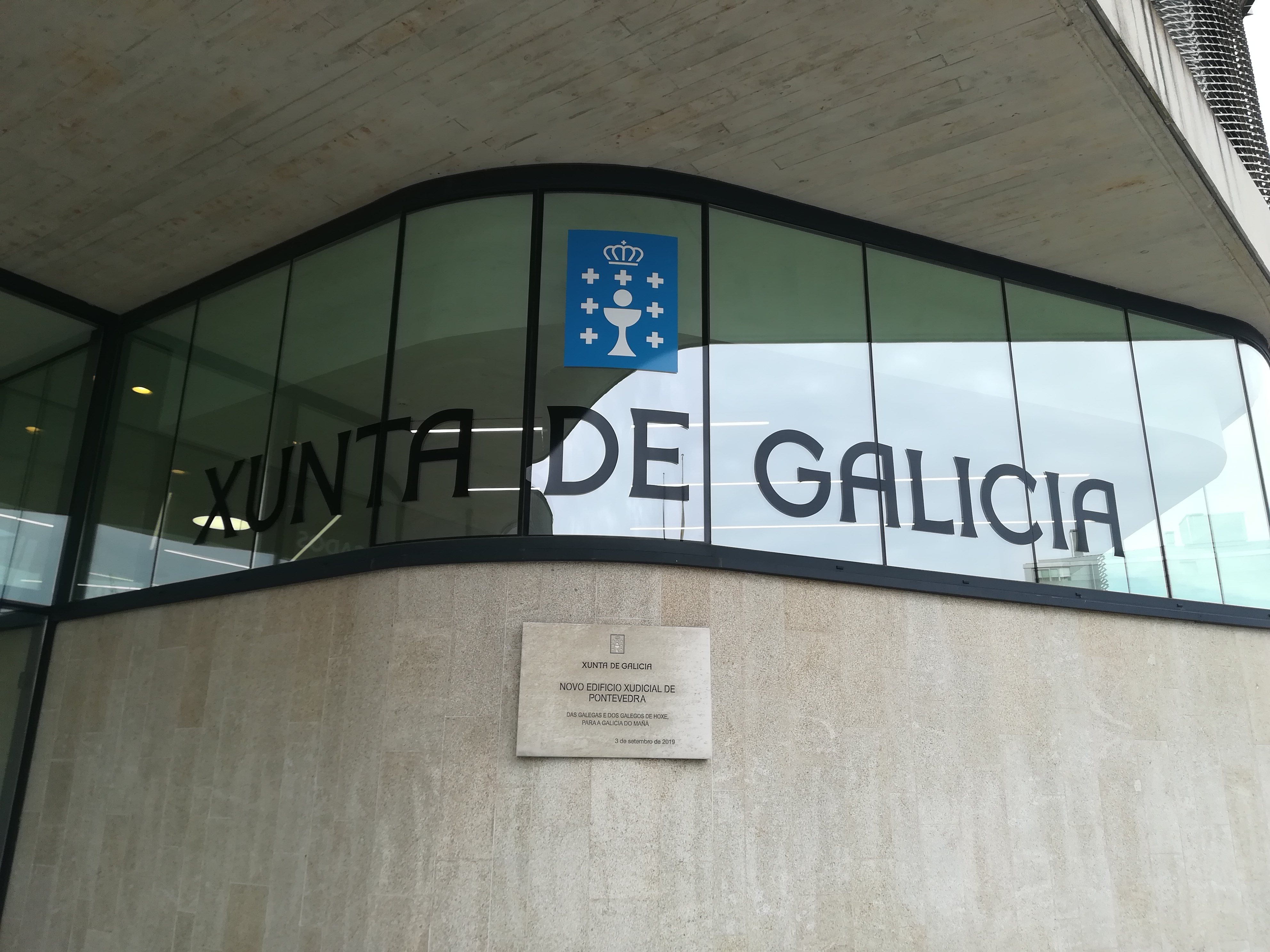
Placa del nuevo edificio de Juzgados
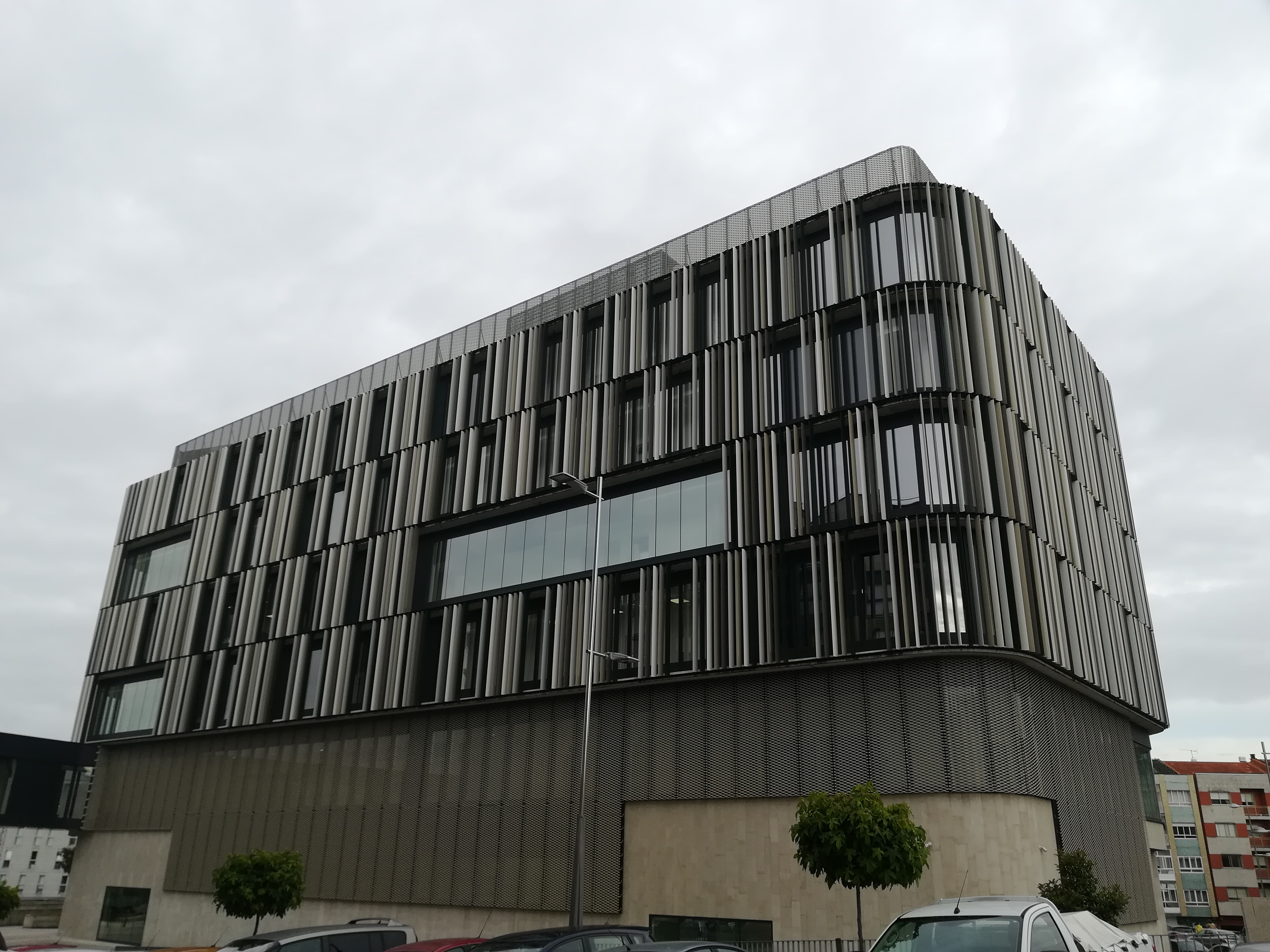
Fachada noreste del nuevo edificio
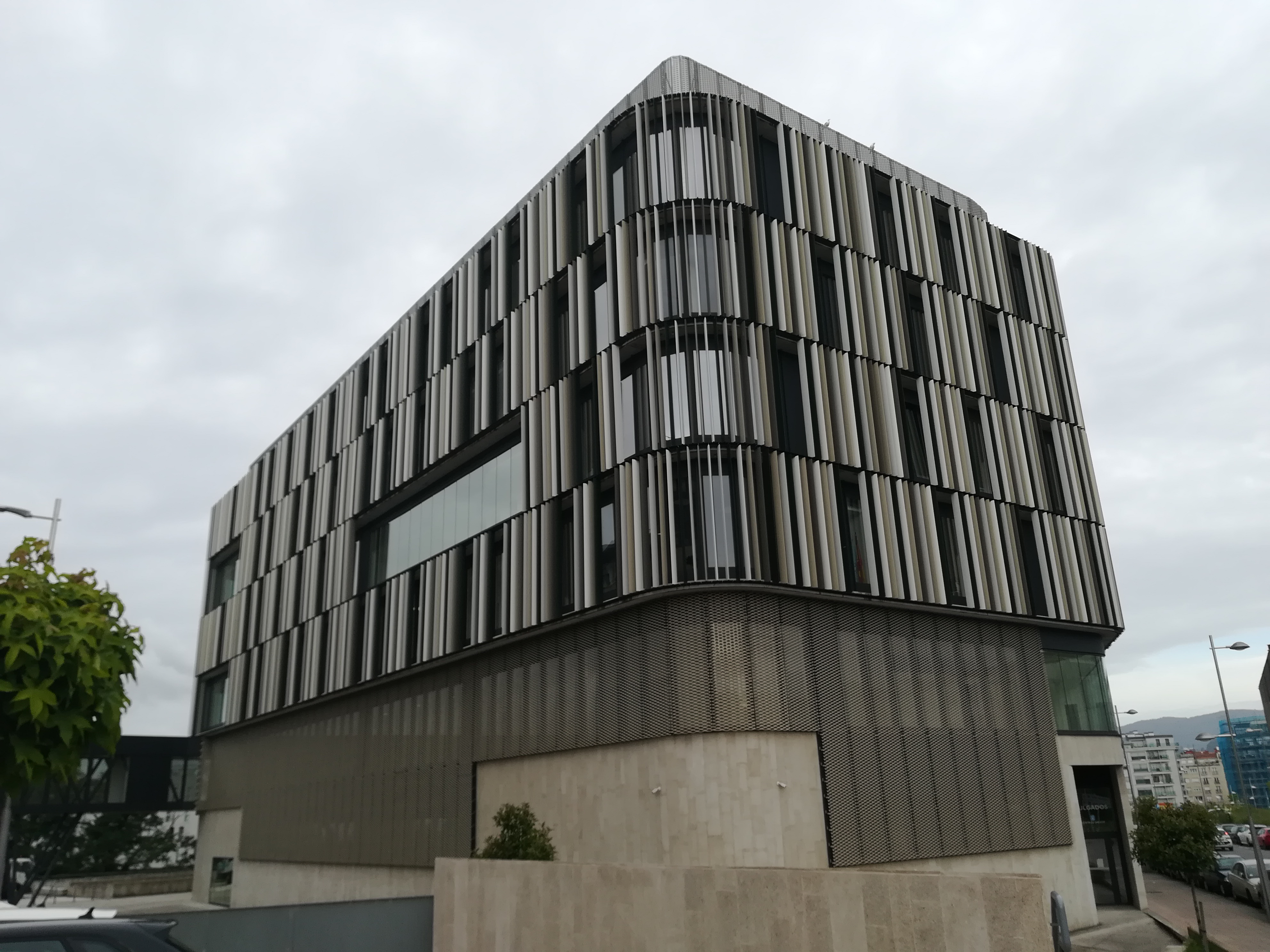
Nuevo edificio
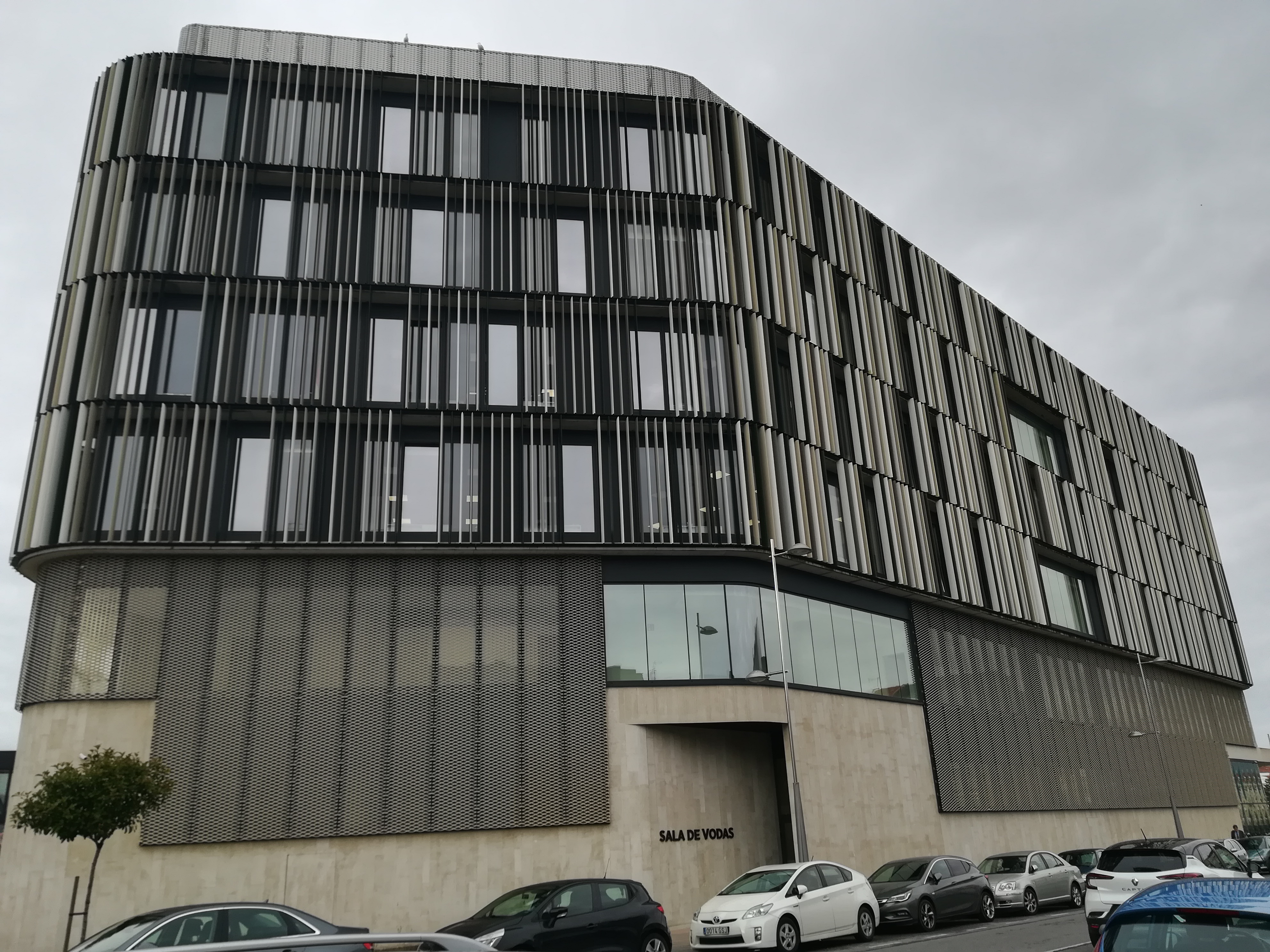
Entrada a la sala de bodas.
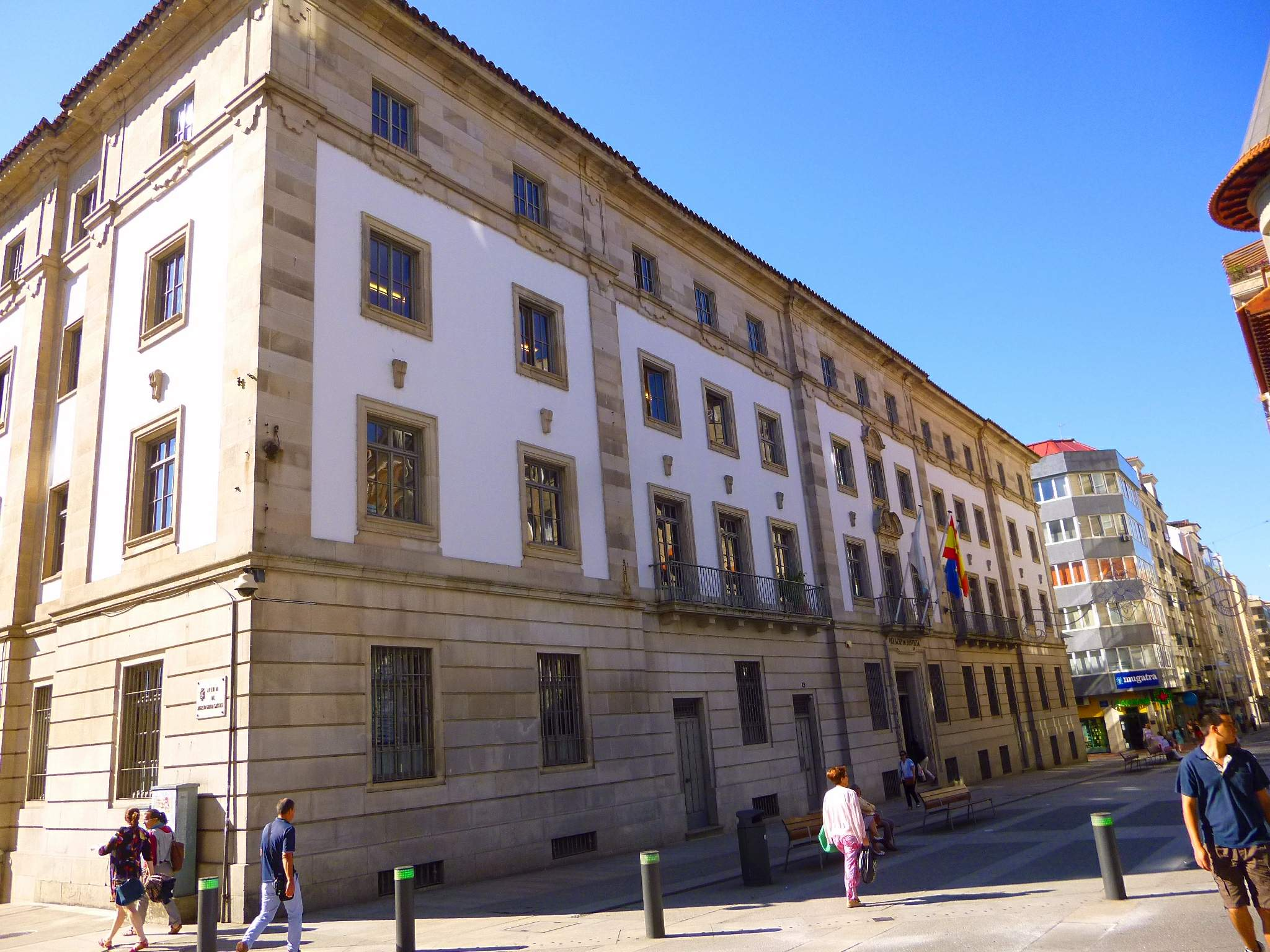
Palacio de Justicia de 1956, fachada principal
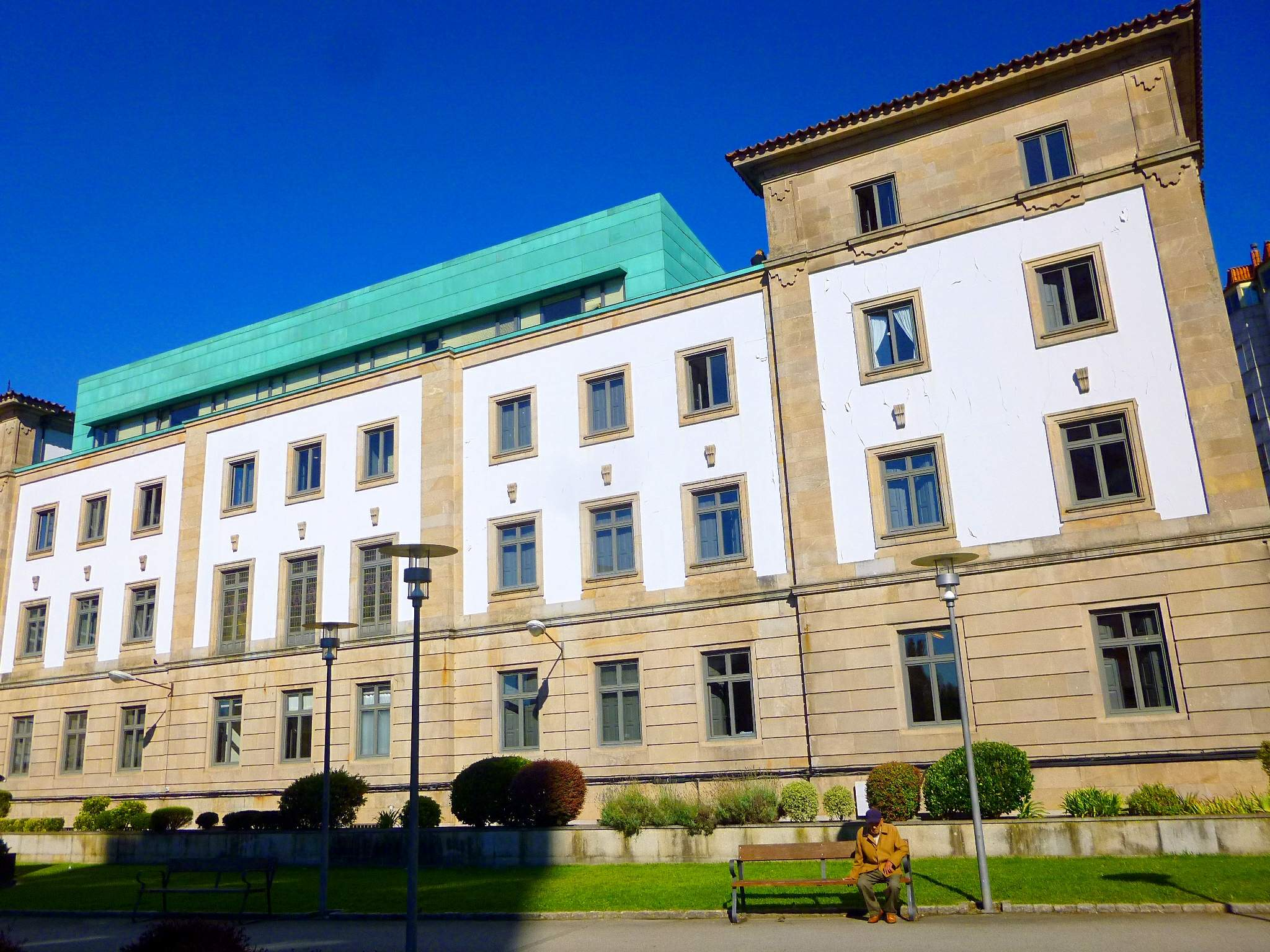
Palacio de Justicia, fachada trasera
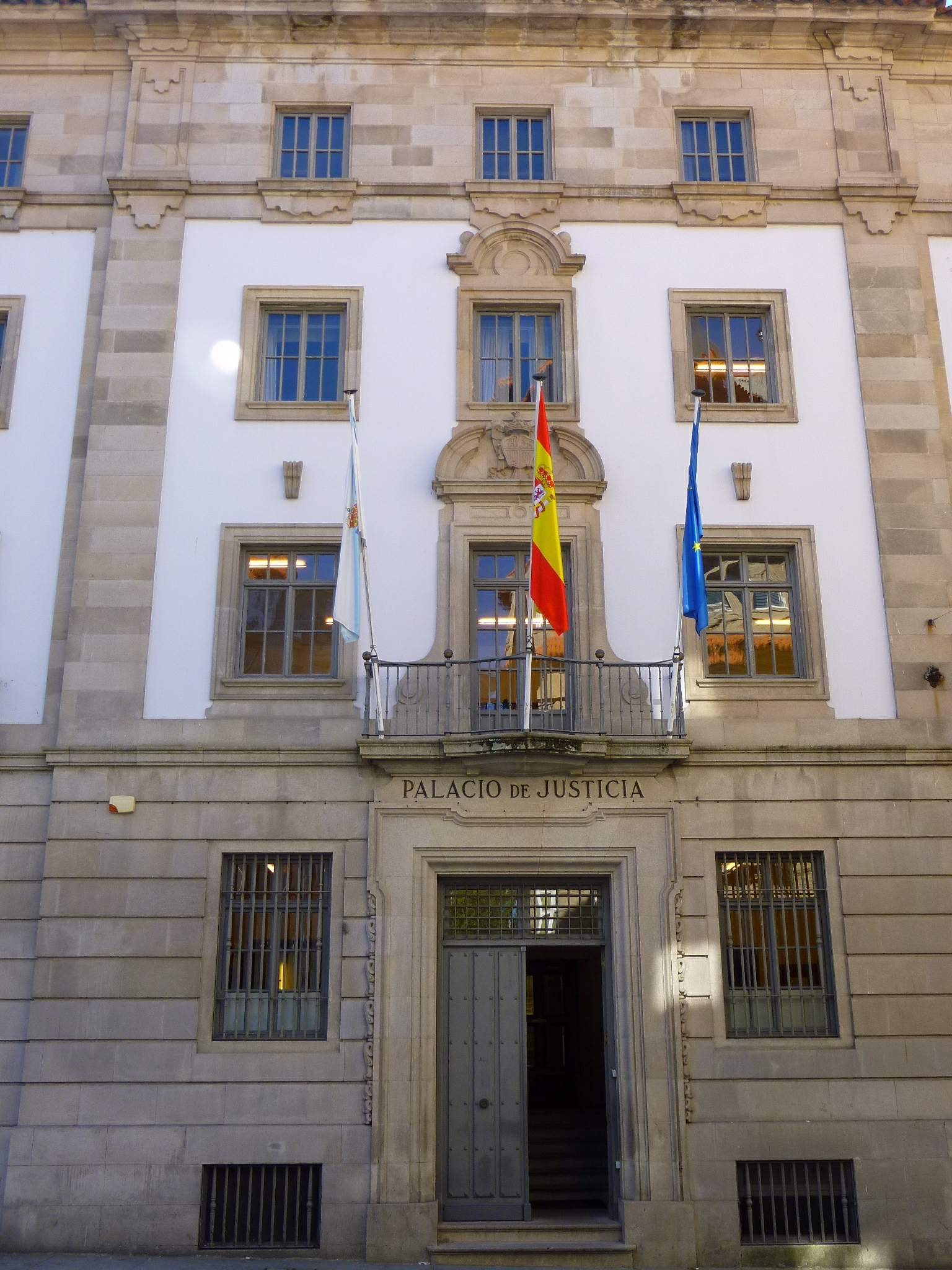
Palacio de Justicia, detalle de la entrada